# Štefan Füle
Štefan Füle (ur. 24 maja 1962 w Sokolovie) – czeski dyplomata i polityk, ambasador na Litwie (1998–2001), w Wielkiej Brytanii (2003–2005) i przy NATO (2005–2009), minister ds. europejskich w rządzie Jana Fischera (2009), od 2010 do 2014 komisarz europejski ds. rozszerzenia i polityki sąsiedztwa w Komisji Europejskiej pod przewodnictwem José Manuela Barroso.

## Życiorys
Studiował na Uniwersytecie Karola w Pradze (1980–1981) oraz w MGIMO (1981–1986). W latach 1982–1989 należał do Komunistycznej Partii Czechosłowacji. Pracę w zawodzie dyplomaty rozpoczął po ukończeniu studiów od stanowiska referenta w Departamencie Narodów Zjednoczonych Ministerstwa Spraw Zagranicznych. Od 1990 pełnił funkcję pierwszego sekretarza stałego przedstawicielstwa Czechosłowacji i następnie Czech przy Organizacji Narodów Zjednoczonych (1990–1995).
Po powrocie do kraju zatrudniony w Ministerstwie Spraw Zagranicznych jako dyrektor Departamentu Narodów Zjednoczonych, a następnie Departamentu Polityki Bezpieczeństwa. Później pełnił funkcje ambasadora na Litwie (1998–2001), wiceministra obrony (2001–2002) oraz ambasadora w Wielkiej Brytanii (2003–2005) i stałego przedstawiciela Czech przy NATO (2005–2009).
W maju 2009 objął stanowisko ministra ds. europejskich w rządzie Jana Fischera. Zakończył urzędowanie w listopadzie tegoż roku, kiedy to ogłoszono, że w nowej Komisji Europejskiej obejmie stanowisko komisarza ds. rozszerzenia i polityki sąsiedztwa. Urzędowanie rozpoczął w lutym 2010 po zatwierdzeniu składu KE przez Parlament Europejski, a zakończył 31 października 2014.

## Odznaczenia
- Krzyż Komandorski Orderu Wielkiego Księcia Giedymina (2002, Litwa)[2]
- Krzyż Oficerski Orderu Zasługi Rzeczypospolitej Polskiej (2014, Polska)[3]